# جوناثان غولدمان
جوناثان غولدمان (بالإنجليزية: Jonathan Goldman)‏ هو صحفي الموسيقى أمريكي، ولد في 7 ديسمبر 1949.

## وصلات خارجية
- جوناثان غولدمان على موقع ميوزك برينز (الإنجليزية)
- جوناثان غولدمان على موقع ديسكوغز (الإنجليزية)